# Гохо світлочеревий

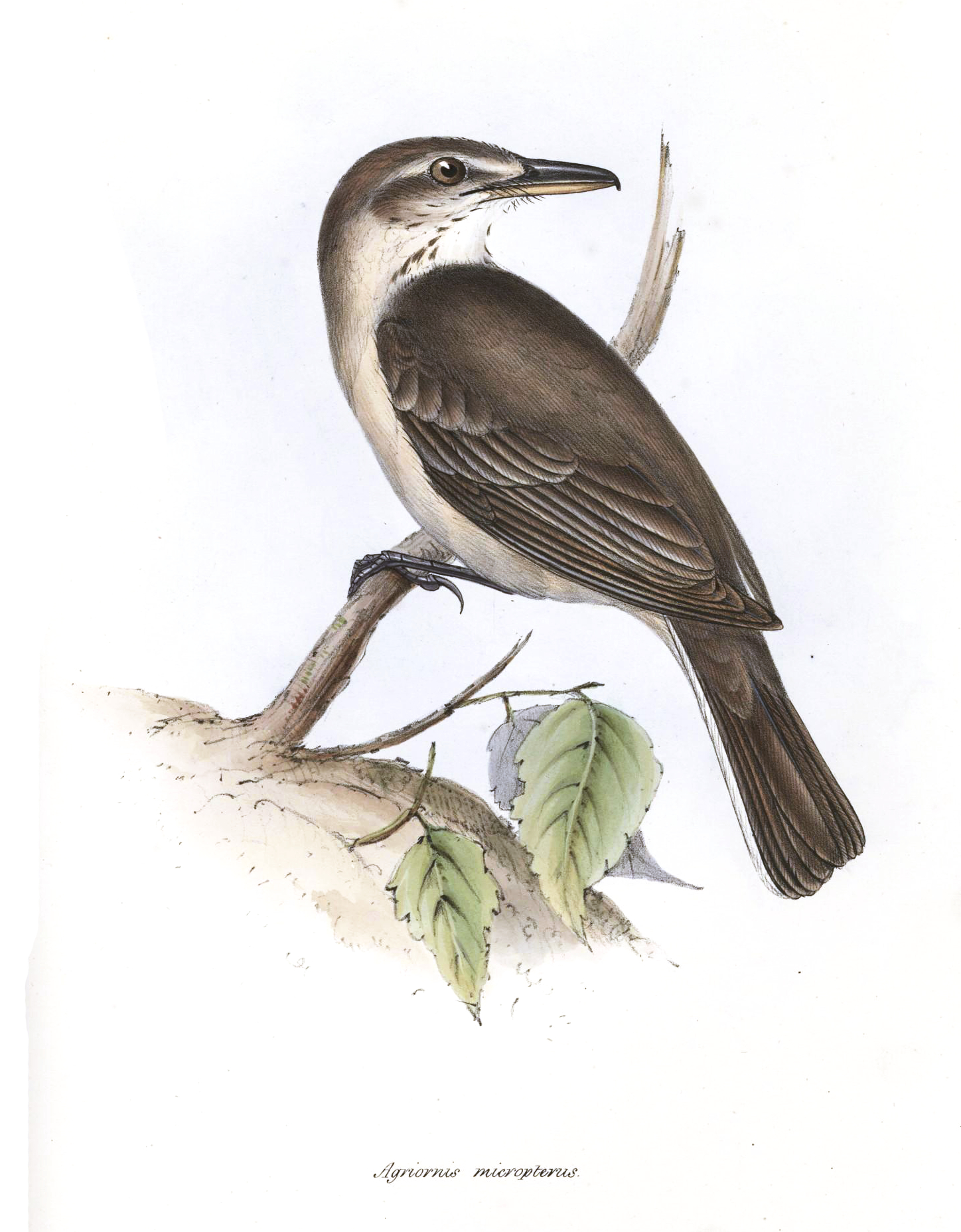
Світлочеревий гохо

Го́хо світлочеревий (Agriornis micropterus) — вид горобцеподібних птахів родини тиранових (Tyrannidae). Мешкає в Південній Америці.

## Підвиди
Виділяють два підвиди:
- A. m. andecola (d'Orbigny, 1840) — південь Перу, Болівія, північ Чилі. північний захід Аргентини;
- A. m. micropterus Gould, 1839 — Аргентина.

## Поширення і екологія
Світлочереві гохо мешкають в Андах і Патагонії. Вони живуть у високогірних чагарникових заростях, на гірських луках і пасовищах, в Пуні і парамо, на висоті до 5000 м над рівнем моря.